# Paradidactylia venaloides
Paradidactylia venaloides är en skalbaggsart som beskrevs av S. Endrödi 1960. Paradidactylia venaloides ingår i släktet Paradidactylia och familjen Aphodiidae. Inga underarter finns listade i Catalogue of Life.